# Hypothyris philetaera
Hypothyris philetaera är en fjärilsart som beskrevs av William Chapman Hewitson 1875. Hypothyris philetaera ingår i släktet Hypothyris och familjen praktfjärilar. Inga underarter finns listade i Catalogue of Life.